# Luciano Inga Pin
Luciano Inga Pin (Milano, 1927 – Milano, 8 febbraio 2009) è stato un gallerista, critico d'arte e editore italiano, che ha lavorato assiduamente a Milano come talent scout.

## Biografia
Conosciuti Curzio Malaparte e Filippo de Pisis, si appassionò ancora giovanissimo all'arte e alla cultura contemporanea e frequentando il Bar Jamaica, la famosa osteria degli artisti nel quartiere di Brera, entrò in contatto con le avanguardie culturali milanesi come Giovanni Testori, Gianni Colombo, Lucio Fontana, Nanda Vigo, Gabriele De Vecchi, Piero Manzoni, Dadamaino. Fece i primi passi come gallerista gestendo quelle di alcuni amici milanesi, fino a che riuscì ad averne una tutta per sé, Il Diagramma, in via Pontaccio a Milano. Qui cominciò la propria autonoma attività dedicata soprattutto alle punte della Body art. L'esibizione della nudità dei corpi, le performance spinte, le diversità nelle inclinazioni sessuali, provocarono scandalo e suscitarono scontri e polemiche nel dibattito un po' bigotto e conformista della città. Presentò per la prima volta in Italia Marina Abramović, Gina Pane, Urs Lüthi, Günter Brus, Franko B e molti altri. Promosse il Nuovo Futurismo e moltissimi altri artisti contemporanei che con le loro provocazioni premiarono il suo coraggio e il suo rischio professionale con la celebrità del mito. Il suo nome e la sua galleria compaiono nelle attività curriculari di centinaia di artisti tanti dei quali oggi godono di molte attenzioni da parte del mercato e della critica, e solo l'insieme di essi potrebbero forse ricostruire fedelmente parte della sua storia.
Probabilmente l'ultimo suo scritto è un testo sulla figura del padre, chiestogli come contributo da un'artista milanese, Meri Gorni, per un suo libro intitolato A mio padre, che appunto raccoglie da molti artisti e intellettuali memorie e momenti emotivi sulla figura paterna, uno scritto che conserva per intero lo spirito umoristico e sarcastico del grande talent scout da poco scomparso.